# Hanns Sinzig
Johann gnt. Hanns Sinzig (geboren am 27. Januar 1901 in Langenseifen; gestorben 1992) war ein deutscher Landrat im Landkreis Altenkirchen.

## Leben
Nach seinem eigenen Lebenslauf besuchte Sinzig ab dem 10. Lebensjahr das Realgymnasium in Deutz. Nach dem Ersten Weltkrieg zunächst in der Landwirtschaft beschäftigt, nahm er mit dem Wintersemester 1920/21 seine Studien an der Landwirtschaftlichen Hochschule in Bonn-Poppelsdorf auf. Am 6. August 1923 bestand er dort das Diplom-Examen, bevor er vom 1. Januar 1924 bis zum 30. August 1925 erneut praktisch tätig war. Ostern 1926 legte Sinzig dann erfolgreich die Aufnahmeprüfung für die Oberprima am Realgymnasium in Deutz ab, von dem er schließlich am 15. März 1927 mit dem Zeugnis der Reife abging. 1928 wurde Sinzig auch an der Landwirtschaftlichen Hochschule in Poppelsdorf mit der Schrift: Die Ertragssteigerung der Wiesen und Weiden des hohen Westerwaldes durch Bodenmeliorationen zum Dr. der Landwirtschaft promoviert.
Nach seiner Promotion besetzte Sinzig 1928 und 1929 eine Assistentenstelle beim Tierzuchtamt Köln, an die er 1930/1931 eine Ausbildung zum Landwirtschaftslehrer anschloss mit nachfolgender Beschäftigung bis zu seiner Entlassung 1933 in diesem Fach bei der Landwirtschaftskammer Bonn. Bei Zusammenstellung der Daten der ehemaligen Schüler des Deutzer Realgymnasiums anlässlich dessen 25-jährigen Jubiläums am 28. Oktober 1933 wohnte Sinzig in Simmern. Während der Zeit bis 1945 wird Sinzig als „arbeitslos bzw. Fabrikarbeiter und Angestellter“ bezeichnet. Nach Ende des Zweiten Weltkriegs erhielt er 1945 eine Einstellung beim Oberpräsidium Bonn, wo er 1946 auch seine Ernennung zum Landwirtschaftsrat erhielt. 1947 Referatsleiter Weinbau und Leiter der Außenstelle (Abteilung Landwirtschaft für den Rheinisch-Bergischen-Kreis), leitet er schließlich um 1947/1948 das Landwirtschaftsamt Bonn. Sinzig wohnt zu dieser Zeit im Rheinland-Pfälzischen Unkel, als ihn der Innenminister des Bundeslandes während der Ministerratssitzung am 7. Mai 1948 als Landrat des Kreises Altenkirchen und in der Nachfolge von Richard Bornheim vorschlug. Seine Ernennung erfolgte einstimmig.
Sinzig trat sein neues Amt im Kreis Altenkirchen am 8. Juni 1948 an. Eine seiner Hauptaufgaben war die Lösung der nach dem Krieg bestehenden Versorgungsprobleme. Erkennend, dass die Zwangsbewirtschaftung Nachteile bei einer ausreichenden Nahrungsmittelversorgung der Bevölkerung nach sich zog, übergab Sinzig die bewirtschafteten Güter im Herbst 1948 dem freien Handel und Verkehr, so das vorgegebene Ablieferungssoll erfüllt ist. Einher mit diesen Engpässen ging die Krise im örtlichen Bergbau, der bis in die 1960er Jahre mehrere tausend Arbeitsstellen zum Opfer fielen.

„Wenn eine Grube stillgelegt würde, verlieren mehr als 500 Bergleute ihren Arbeitsplatz. Und wenn eines Tages alle Gruben eingehen würden, dann würden 2000 Bergleute arbeitslos. Das bedeutet, dass das in Jahrhunderten oder Jahrtausenden gewachsene Berufsbild des Bergmannes aus unserer Heimat verschwinden würde. Es ist sicher unmöglich, die entlassenen Bergleute ohne wirtschaftliche und soziale Einbußen unterzubringen. Eine Beschäftigung am Wohnort würden sie wahrscheinlich überhaupt nicht mehr finden.“

Von 1950 bis 1954 stand Sinzig dem 1949 gegründeten „Heimatverein des Kreises Altenkirchen“ vor. Mit seiner Pensionierung schied Sinzig 1966 nach 18 Jahren als Landrat in Altenkirchen aus dem Dienst.